# 틈새녀
틈새녀(隙間女)는 도시전설의 일종이었지만 아칠리저가 나왔다.

## 개요
기본적으로 다음과 같은 이야기의 남자 버전도 있지만 내용은 그다지 다르지 않다.
```
어느 날, 혼자 살고있는 한 청년이 방 안에서 누군가의 시선을 느낀 것 같다는 기분이 들었다.
물론 방에는 그외 다른 누구도 없다.
기분 탓 일까…… 그렇게 생각하고 그는 그것을 잊어버렸다.
그런데 그날 이후 그는 매일 같이 방안에서 누군가에게 응시받고 있다는 느낌에 시달리게 되었다.
그의 방은 아파트 3층이므로 밖에서 들여다보고있다는 생각은 하기 어렵다.
방 안 어딘가에서 누군가 숨어있는 것은 아닐까란 생각에 집안을 뒤져보았는데 물론 그 노력은 허사로 끝났다.
난 이상해져 버린 것일까……
그런 생각을 시작하게 되었을 때 그는 결국 시선의 주를 발견한다.
그의 방에 옷장과 벽 사이에 불과 몇 mm의 틈새 안에 여자가 서있으며 가만히 그를 바라보고 있었던것이다.
이야기에 따라 시선이 아니라 무언가를 두드리는 소리로 위화감을 기억하는 경우가 있다.
```

또한 다른 버전에서는 다음과 같은 이야기가 있다.
```
한 남자가 무단 결근을 했다.
걱정하는 동료가 전화를 해봤지만 전혀 연락이 되지 않는다.
그런 상태가 일주일 간 계속되었기에 다같이 그의 집으로 갔다.
그러자 그는 집에 있었다.
이야기를 들어보면 한 걸음도 밖으로 나오지 않고 계속 집 안에 있었다는 것.
동료 한 사람이 '됐으니까 가자'고 권하면 '안 돼! 움직이면 안 된다고 하니까 안 돼!'라고 말했다.
모두 궁금해 '대체 누가 그런 것을 말하는거야?'라고 묻자 부엌의 냉장고 틈새를 가리키며 '저기에 있는거야……'
살펴보면 틈새에서 붉은 옷을 입은 여자가 이쪽을 가만히 보고 있었다고 한다.
이야기에 따라 동료는 그 자리에서 도망을 가고 남자는 그 후 어떻게 되었는지 아무도 모른다로 이어지는 경우도 있다.
```

### 도시전설
평소 생활하고 있는 장소는 종종 틈새가 있다. 그 틈 사이로 '틈새 남'(틈새녀)이(가) 있고 눈이 마주치자 이차원으로 끌려가 다시 세상에 다시 올 수 없게 된다고 한다. 이외에도 갑자기 뒤에서 '숨바꼭질하자'고 말을 걸어 '틈새 남'(틈새녀)이(가) 귀신 숨바꼭질을 시작한다. 발견되어버리면 이차원으로 데리고 가 사라진다는 설도 있다. '틈새 남'에게만 그 대부분이 머리(이마 부분) 중앙에서 미간 사이가 갈라져있다는 비주얼이 많다.